# Swołowo (gromada)
Swołowo – dawna gromada, czyli najmniejsza jednostka podziału terytorialnego Polskiej Rzeczypospolitej Ludowej w latach 1954–1972.
Gromady, z gromadzkimi radami narodowymi (GRN) jako organami władzy najniższego stopnia na wsi, funkcjonowały od reformy reorganizującej administrację wiejską przeprowadzonej jesienią 1954 do momentu ich zniesienia z dniem 1 stycznia 1973, tym samym wypierając organizację gminną w latach 1954–1972.
Gromadę Swołowo z siedzibą GRN w Swołowie utworzono – jako jedną z 8759 gromad na obszarze Polski – w powiecie słupskim w woj. koszalińskim na mocy uchwały nr 43/54 WRN w Koszalinie z dnia 5 października 1954. W skład jednostki weszły obszary dotychczasowych gromad Swołowo, Krzemienica i Gać Leśna ze zniesionej gminy Bruskowo Wielkie w tymże powiecie. Dla gromady ustalono 9 członków gromadzkiej rady narodowej.
1 stycznia 1958 z gromady Swołowo wyłączono wsie Gać i Gać Leśna, włączając je do gromady Sycewice w tymże powiecie, po czym gromadę Swołowo zniesiono, a jej (pozostały) obszar włączono do gromady Bruskowo Wielkie tamże.